# Luis Phelipe
Luis Phelipe de Souza Figueiredo (Santos, 12 de fevereiro de 2001), é um futebolista brasileiro que atua como atacante. Atualmente joga pelo Sheriff Tiraspol, da Moldávia.

## Carreira

### Red Bull Brasil
Nascido em Santos, São Paulo, Luis Phelipe representou o Santos e a Portuguesa Santista, quando jovem, antes de ingressar no Red Bull Brasil em 2016. Ele fez sua estreia pelo último clube em 22 de setembro de 2018, entrando como substituto no segundo tempo e marcando o segundo gol de sua equipe na vitória por 3 a 1 sobre o Desportivo Brasil, pela Copa Paulista do 2016.

### Red Bull Bragantino
Luis Phelipe tornou-se jogador do Red Bull Bragantino quando o Red Bull Brasil se fundiu com o Clube Atlético Bragantino em abril de 2019. Ele fez sua estreia na liga nacional em 18 de maio, substituindo Barreto no final da derrota por 0 a 1 contra o Londrina pelo campeonato da Série B.
Luis Phelipe disputou apenas mais uma partida pelo Braga, já que sua equipe alcançou a promoção como campeã, mas saiu antes do fim da temporada.

### Red Bull Salzburg
Em 18 de julho de 2019, Luis Phelipe foi anunciado como uma nova contratação do Red Bull Salzburg, com um contrato que iria até 2024. Ele foi imediatamente designado para a equipe filial do Salzburg, o FC Liefering da 2. Liga.
Luis Phelipe marcou quatro gols e o clube terminou em terceiro.

#### Retorno ao Red Bull Bragantino (empréstimo)
Em agosto de 2020, Luis Phelipe voltou ao Bragantino, emprestado por um ano. Ele estreou na Série A em 19 de agosto, substituindo Morato e marcando o gol da vitória por 2 a 1 em casa sobre o Fluminense.
Luis Phelipe não se firmou no Bragantino em seu retorno e jogou com moderação.

#### Lugano (empréstimo)
Em 28 de julho de 2021, Luis Phelipe mudou-se para o Lugano em um contrato de empréstimo de um ano, juntando-se ao time que era comandado por Abel Braga. Ele apareceu em três das cinco partidas em que Abel estave no comando, mas foi muito raramente usado depois que o Abel foi demitido e Mattia Croci-Torti se tornou o novo técnico. Em 11 de fevereiro de 2022, o Lugano anunciou a rescisão antecipada do empréstimo de Luis Phelipe.

## Títulos
Atlético Goianiense
- Campeonato Goiano: 2022

Red Bull Bragantino
- Campeonato Brasileiro de Futebol Série B: 2019

Náutico
- Campeonato Pernambucano: 2022

FCSB
- Liga I: 2023-24
- Supercopa da Romênia: 2024